# Холминов, Александр Николаевич
Алекса́ндр Никола́евич Хо́лминов (8 сентября 1925, Москва — 26 ноября 2015, Москва) — советский российский композитор, музыкально-общественный деятель. Народный артист СССР (1984). Лауреат Государственной премии СССР (1978) и Государственной премии РСФСР имени Глинки (1969).

## Биография
Родился 8 сентября 1925 года в Москве в рабочей семье.
С 1934 по 1941 год учился в музыкальной школе Бауманского района Москвы (ныне Московская городская детская музыкальная школа имени С. С. Прокофьева). В 1943 году поступил в Музыкальное училище при Московской консерватории, на композиторское отделение. Его руководителями были Е. О. Месснер и И. В. Способин. Во время занятий в училище около 2 лет работал в Военной академии имени М. В. Фрунзе. За полтора года прошёл училищный курс и в 1944 году получил рекомендацию в консерваторию.
В 1950 году окончил Московскую консерваторию им. П. И. Чайковского по классу композиции у Е. К. Голубева.
В том же 1950 году был принят в Союз композиторов СССР. В 1959 году стал членом Оргкомитета Союза композиторов РСФСР. Был секретарем правления Союза композиторов СССР (1968—1990) и РСФСР (1973—1990).
Работал главным образом в области оперы и вокально-симфонической музыки.
В 1973—1990 годах — член комиссии по Государственным премиям РСФСР.
Возглавлял жюри I и II Международных фестивалей молодёжной песни в Сочи (1967, 1968), Всесоюзного конкурса к 100-летию со дня рождения В. И. Ленина, участвовал в работе жюри Международного конкурса по камерной опере в Дрездене (1977). Член Европейского общества культуры (1966).
Скончался 26 ноября 2015 года в Москве. Похоронен на Перепечинском кладбище.

### Семья
- Отец — Холминов Николай Данилович;
- Мать — Холминова Мария Алексеевна;
- Супруга — Холминова Валерия Ивановна, пианистка;
- Дочери: Евгения, Татьяна, Ирина, скрипачки.

## Награды и звания
- 1-я премия и золотая медаль музыкального конкурса на Всемирном фестивале молодёжи и студентов в Москве (1957)
- 1-я премия и золотая медаль музыкального конкурса на Всемирном фестивале молодёжи и студентов в Вене (1959)
- заслуженный деятель искусств РСФСР (1970)
- народный артист РСФСР (1976)
- народный артист СССР (1984)
- Государственная премия РСФСР имени М. И. Глинки (1969) — за оперу «Оптимистическая трагедия» (1965) и «Песню о Ленине»
- Государственная премия СССР (1978) — за произведения последних лет: кантату «Ради жизни на земле» (1975), оперы «Шинель» (1975) и «Коляска» (1975)
- орден «За заслуги перед Отечеством» IV степени (2001) — за большой вклад в развитие музыкального искусства[5]
- орден Трудового Красного Знамени
- орден «Знак Почёта»
- Благодарность Президента Российской Федерации (2005) — за большой вклад в развитие музыкального искусства[6]
- Золотая медаль имени А. В. Александрова.

## Творчество
Наиболее известная часть творчества — оперы, большинство написано на сюжеты произведений классической русской литературы. Оперы ставились на ведущих сценах страны, таких как Большой театр, Мариинский театр, Московский государственный академический Камерный музыкальный театр имени Б. А. Покровского и др.

### Оперы
- «Сказка о попе и работнике его Балде» (1940-е годы, утрачена; по сказке А. Пушкина)
- «Маскарад» (по пьесе М. Лермонтова)[7]
- «Оптимистическая трагедия» (1965) по пьесе В. Вишневского)
- «Шинель» (1971, по повести H. Гоголя)
- «Коляска» (1971, по повести H. Гоголя)
- «Анна Снегина» (1966, по поэме С. Есенина)
- «Чапаев» (1974, по мотивам романа Д. Фурманова)
- «Двенадцатая серия» (1977, по рассказу В. Шукшина «А поутру они проснулись»)
- «Ванька» (1979, по рассказу А. Чехова)
- «Свадьба» (1979, по пьесе А. Чехова)
- «Горячий снег» (1985, по роману Ю. Бондарева)
- «Братья Карамазовы» (1985, по роману Ф. Достоевского)
- «Сталевары» (1987, по пьесе Г. Бокарева)
- «Плоды просвещения» (1990, по пьесе Л. Толстого)
- «Лес» (1996, по пьесе А. Островского).

### Кантаты
- 8 кантат, в том числе:
  - «Ленин с нами» (сл. В. Маяковского, 1967)
  - «Здравствуй, Родина!» (1960)
  - «Ради жизни на земле» (сл. А. Твардовского и М. Исаковского, 1975)
  - «Ленин» (1980)
  - «Цвети, наша Родина!» (сл. А. Прокофьева, 1982)
  - «Переступив войны порог» (сл. А. Твардовского, 1985)

### Для оркестра
- 8 симфоний, в том числе:
  - Первая (1973)
  - Вторая (с хором, на народные тексты, 1975)
  - Третья, в честь 600-летия Куликовской битвы (1977)
  - Шестая симфония, для баса, мужского хора и большого симфонического оркестра (по «Повести о капитане Копейкине» H. Гоголя)
- Симфонические поэмы:
  - «Молодая гвардия» (1950)
  - «Героическая поэма» (1954)
  - «Рождённые бурей» (1960)
  - «Праздничная поэма» (1980)

### Концерты
- 10 инструментальных концертов, в.ч.:
  - Концерт для флейты и струнного оркестра (1978)
  - Концерт для виолончели и камерного хора (1980)
  - Концерт для виолончели, квинтета медных духовых и трех литавр
  - Концерт для двух скрипок и камерного оркестра

### Другое
- 4 струнных квартета (в том числе 1980, 1985, 1986)
- 2 сюиты для оркестра народных инструментов (1953, 1955)
- Украинская фантазия (1954)
- Праздничная увертюра (1956)
- Приветственная увертюра (1977)
- Детский альбом для фортепиано (1970)
- Сочинения для голоса с фортепиано, баяна — 4 баллады (на стихи русских поэтов, 1954)
- Вокальные циклы (на стихи А. Пушкина, А. Блока, А. Ахматовой, С. Капутикян, М. Карима, Т. Исикава и других поэтов:
  - Рабочая гордость (1962)
  - Да здравствует романтика! (1963)
  - Часы ожидания (1969)
  - Горсть песка (1970)
  - Был первый гром (1970)
- Музыка для струнных (1988)
- Concerto grosso для камерного оркестра (1988)
- Сюита для хора а капелла «Родная Москва»
- Три русских песни для хора с оркестром
- около 50 песен, в том числе — Песня о Ленине (1955), Песня молодых (1957), Песня дружбы (1-я премия на 7-м Международном фестивале демократической молодежи в Вене, 1959, все на сл. Ю. С. Каменецкого), Ода Родине (слова Ю. Полухина, 1962), Донбасский вальс (на стихи И. Кобзева)
- музыка к кинофильмам и радиопостановкам.

### Фильмография
- 1954 — Сын пастуха (совместно с В. Мухатовым)
- 1957 — Честь семьи (совместно с В. Мухатовым)
- 1957 — Наше солнце (анимационный)
- 1958 — Музей Ленина (документальный)
- 1958 — Воспоминания о Ленине (документальный)
- 1958 — Живой Ленин (документальный)
- 1959 — В степной тиши (также снялся в эпизоде)
- 1964 — Председатель
- 1965 — Сергей Есенин (документальный)
- 1969 — Оптимистическая трагедия (фильм-спектакль)